# La matanza caníbal de los garrulos lisérgicos
La matanza caníbal de los garrulos lisérgicos es una película española dirigida por Antonio Blanco y Ricardo Llovo. Se autodenomina como «posiblemente la película más asquerosa, cutre y divertida de todos los tiempos». El filme cuenta con la participación de músicos como Julián Hernández —Siniestro Total—, César Strawberry —Def Con Dos, Strawberry Hardcore— o Silvia Superstar —Killer Barbies—.

## Ficha artística

### Actores principales
- Manuel Manquiña - Martín Seijas Machado
- Teté Delgado - Madre
- Julián Hernández - Pedro Machado
- César Strawberry - Pablo Machado
- Juanillo Esteban - Rufo Machado
- Belén Negreira - Virtudes Machado
- Mamen Rivera - Isabel
- Marco Taboas - Luis
- Silvia Superstar (acreditada como Silvia Pintos) - Silvia
- Luisa Veira - Presentadora de TV/ Chica de establo 1
- Ana Vázquez - Besto Bravo
- Mara Gutiérrez - Chica de establo 2
- Paco Cuesta - Cadáver
- Roco - Roco

### Doblaje
Debido a la mala calidad del sonido directo registrado durante el rodaje, fue necesario recurrir al doblaje de todos los actores de la película. El doblaje se realizó en los estudios Dobleson, ejerciendo el propio Manuel Manquiña como director de doblaje. Los nombres de los actores de doblaje que participaron en la película figuran en los créditos finales, aunque no se especifica el personaje o actor/actriz al que ponen voz.
- Manuel Manquiña
- Antonio Durán "Morris"
- Mamen Rivera
- Marco Taboas
- Marinita Sánchez de la Peña
- Sonia Martínez
- Matilde Blanco
- Ji Borrego
- Carlos Sante
- César Cambeiro
- Suso Vila
- Julia Jácome
- Johnny Rotring
- Luis Rial

## Argumento
Un grupo de jóvenes regresa de un concierto durante la madrugada. En el camino, unos cristales rotos en la carretera pinchan la rueda del coche en el que viajan haciendo que choque contra un árbol. Tras el accidente, se ven obligados a pedir ayuda en la casa más cercana donde, por desgracia para ellos, viven los Machado: la familia más psicópata de La Coruña.
Los Machado han soportado épocas de hambruna, de las cuales pudieron salir utilizando como materia prima de sus embutidos la carne humana —«falta comida...sobra gente»—. Los jóvenes aceptan inocentemente la hospitalidad que les brinda el patriarca de la familia desconociendo por completo el sangriento y perverso destino que tiene preparado para ellos.

## Realización de la película
La matanza caníbal de los garrulos lisérgicos, fue una película grabada, estrenada y comercializada en vídeo en su totalidad. Para financiar los gastos del rodaje, se ideó un sistema de bonos a través de los cuales la gente podía comprar anticipadamente una copia en VHS de la película, que recibirían una vez estuviese la producción terminada.
El rodaje se llevó a cabo en una única semana, durante la Semana Santa de 1993. Se utilizó como localización una explotación agraria rural en Galicia, propiedad de la familia del director.
Se hicieron dos montajes de la película: el primero de ellos, se realizó como montaje previo, descartado debido a la utilización excesiva de planos generales y la ausencia casi total de planos medios y cortos. Este montaje, a diferencia del definitivo, contenía una menor cantidad de sangre y vísceras. Para el segundo y último montaje se rodaron de nuevo escenas con más sangre, además de incluir planos cortos e insertos como amputaciones, cortes y demás detalles gore en las escenas más explícitas.
Entre la finalización del montaje y el doblaje de la película, el vídeo no estuvo terminado hasta finales de 1993. Además, las copias tardaron en fabricarse por lo que La matanza caníbal de los garrulos lisérgicos no se comercializó hasta entrada la primavera de 1994.

## Música
La música de la película corre a cargo de Miguel López Cubas. Julián Hernández —de Siniestro Total— y Xurxo Souto —del grupo Os diplomáticos de Monte-Alto— contribuyeron a la música del filme, mediante la composición de la banda sonora.

### Banda sonora
La banda sonora de la película consta de dos canciones:
- La sierra es la familia del grupo Siniestro Total. Compuesta por Julián Hernández y Miguel Costas. Pertenece al disco Made in Japan (1993). Producida por Joe Hardy y Siniestro Total. Grabado y mezclado por Joe Hardy en Ardent Studios (Memphis, TN) Del 17 de mayo al 5 de junio de 1993.[5]
- Terra Brava del grupo Os diplomáticos de Monte-Alto. Compuesta por Xurxo Souto. Pertenece al disco Parrús (1993).